# Dar Bernardo
Darylle Francis Johnny Salvador (nacido el 14 de abril de 1992 en Bulacan), conocido por su nombre artístico como Dar Bernardo, es un actor de televisión, modelo y cantante filipino. Comenzó como modelo comercial hasta incursionó en su debut como actor en una serie de televivión difundida por la red ABS-CBN, titulada "Ina, Kapatid, Anak" en 2013. También es miembro de un grupo musical llamado, 5ive.

## Carrera
Bernardo comenzó a unirse a concursos de belleza masculinos, desde entonces ganó muchos títulos. También comenzó como modelo para varias líneas de ropa en su natal Filipinas como Natasha y RUSS. En 2009, se matriculó en la Universidad Estatal de Bulacan en Malolos, en la carrera de Ingeniería General. En 2010, se convirtió en un modelo y trabajó para anuncios publicitarios de impresión como de "3D Fitness Studio" y más adelante salió en la revista "Cosmo". También se unió a varios programas de talento, tuvo que utilizar un nombre seodónomo que se llamaría "Darylle Salvador". Asistió a los talleres de canto y baile cuando cambió de mánager, finalmente se unió a un grupi musical llamado, 5ive, con Bryan Olano, Leon Eustaquio, Mykel Ong y Tres Gonzales el 1 de marzo de 2013. Más adelante se hizo conocer como actor de la televisión a través de la serie titulada "Ina, Kapatid, Anak", producida por ABS-CBN. En 2013, apareció en varios cortes comerciales, uno de ellos es Solaire, el casino más nuevo de Manila en Filipinas. También participó en varios anuncios de PLDT, Smart Communications y Canon. Bernardo también participó en espacios solicitados, anuncios políticos del exalcalde de San Juan, JV Ejército, quien era candidato a senador en 2013, a las elecciones legislativas de Filipinas.

## Filmografía

### Televisión
| Año  | Título             | Personaje      | Canal   |
| 2013 | Ina, Kapatid, Anak | Diego's friend | ABS-CBN |